# Euplectes hordeaceus
El obispo alinegro (Euplectes hordeaceus) es una especie de ave paseriforme de la familia Ploceidae propia del África tropical. 

## Descripción
El obispo alinegro es un pájaro rechoncho que mide entre 13–15 cm de largo. El macho adulto presenta la espalda, el obispillo, el pecho, cuello y parte superior e posterior de la cabeza y la base inferior de la cola de color anaranjado, mientras que su rostro, vientre, cola y alas son negros, con los bordes de las plumas de las alas claros. Su píco es negro, cónico y puntiagudo. En cambio fuera de la época de cría tiene las partes superiores de color ocre con un denso veteado negro y las inferiores de color gris claro. Además presenta listas superciliares blanquecinas. Se parece a los machos no reproductivos del obispo anaranjado, pero con alas y vientre más oscuros. Las hembras tienen un aspecto similar a los machos no reproductivos aunque más claras. Los juveniles tienen los bordes claros de sus plumas de vuelo más anchos.

## Distribución y hábitat
Se extiende por el África subsahariana tropical desde Senegal a Sudán, llegando por el sur hasta Angola, Tanzania, Zimbabue y Mozambique. Se encuentra en hábitats abiertos, especialmente en herbazales altos cercanos al agua.

## Comportamiento
El obispo alinegro es un pájaro gregario, que se alimenta de semillas e insectos. 
Construye nidos esféricos entretegiendo hierbas largas. Suele poner entre 2-4 huevos.